# День дідусів і бабусь
День дідусів і бабусь (англ. Grandparents Day) — українське свято 28 жовтня[джерело не вказане 515 днів] на честь старшого покоління, що символізує зв'язок із ним та онуками й правнуками. У різних країнах відзначається в різні дні (наприклад, у США — 3 серпня), іноді як окремі свята — День бабусі та День дідуся.
Спільний День дідусів і бабусь запроваджений 2009 року Квітковим бюро з Нідерландів. Відповідно до запропонованої ідеї, онуки дарують бабусям і дідусям горщики із живими квітами, які символізують міцний зв’язок поколінь: коріння — це старше покоління родини, молоді паростки — молодше.

## В інших країнах та на територіях

### Міжнародні тенденції
- Останню неділю липня (припадає близько до 26 липня[⇨]) папа Франциск 2021 року офіційно проголосив Міжнародним днем дідусів, бабусь і літніх людей[4].
- 26 липня Католицька церква святкує День Святих Йоакима та Анни[5] (апокрифічних дідуся та бабусі Ісуса Христа), і деякі країни традиційно вважають це Днем дідусів і бабусь (зокрема Бразилія[6][7][8], Іспанія[9], Португалія[6][7][8]).

### За країнами / територіями
| Країна / територія                                | Коли святкується                             |
| ------------------------------------------------- | -------------------------------------------- |
| Австралія (деякі штати)                           | остання неділя жовтня                        |
| Бангладеш                                         | 9 вересня                                    |
| Бразилія (порт. Dia dos avós)                     | 26 липня[⇨]                                  |
| Велика Британія                                   | перша неділя жовтня (з 2008, засноване 1990) |
| Гонконг                                           | друга неділя жовтня (з 1990)                 |
| Естонія (ест. Vanavanemate päev)                  | друга неділя вересня                         |
| Іспанія (ісп. Día de los abuelos y las abuelas)   | 26 липня[⇨]                                  |
| Італія (італ. Festa Nazionale dei Nonni)          | 2 жовтня (з 2005)                            |
| Канада (фр. Journée Nationale des Grands-parents) | друга неділя вересня (1995-2014)             |
| Мексика (ісп. Día del Abuelo)                     | 28 серпня                                    |
| Нідерланди (нід. Opa en Oma Dag)                  | 4 червня (з 2004)                            |
| Німеччина — День бабусь                           | друга неділя жовтня                          |
| Південний Судан                                   | друга неділя листопада (2013)                |
| Польща (пол. Dzień Babci / Dzień Dziadka)         | 21 січня / 22 січня (з 1965)                 |
| Португалія (порт. Dia dos avós)                   | 26 липня[⇨]                                  |
| Сінгапур                                          | четверта неділя листопада (з 1979)           |
| США                                               | перша неділю після Дня праці (з 1978)        |
| Тайвань (кит. 祖父母節, пін. Zǔfùmǔ Jie)          | остання неділя серпня (з 2010)               |
| Філіппіни                                         | друга неділя вересня (з 1987)                |
| Франція (фр. La fête des grands-mères)            | перша неділя березня (з 1987)                |
| Японія (День шанування старших)                   | третій понеділок вересня (з 1966)            |